# Dicentrines sabatinellii
Dicentrines sabatinellii är en skalbaggsart som beskrevs av Marc Lacroix 1997. Dicentrines sabatinellii ingår i släktet Dicentrines och familjen Melolonthidae. Inga underarter finns listade i Catalogue of Life.